# مقاطعة هينسدال (كولورادو)
مقاطعة هينسدال (بالإنجليزية: Hinsdale County)‏ هي إحدى مقاطعات ولاية كولورادو في الولايات المتحدة الأمريكية.